# Ferrovia di Aizu
La Ferrovia di Aizu (会津鉄道?, Aizu Tetsudō) è una compagnia ferroviaria giapponese del terzo settore con sede nella città di Aizuwakamatsu, nella prefettura di Fukushima, che gestisce la linea Aizu.

## Storia
Il 22 giugno 1984 la linea Aizu viene aperta dalle Ferrovie Nazionali Giapponesi. La Ferrovia di Aizu viene fondata il 10 novembre 1986 e il 16 luglio 1987 rileva la linea Aizu. Il 12 ottobre 1990 vengono elettrificati 15,4 km della linea, tra Aizu-Tajima e Aizu-Kogen Ozeguchi, con questa elettrificazione, iniziano i servizi diretti con la linea Tōbu Kinugawa, la linea Tōbu Nikkō e la linea Tōbu Isesaki.

## Linee ferroviarie
La compagnia gestisce una linea.
- Linea Aizu (会津線?): Nishi-Wakamatsu - Aizukōgen-Ozeguchi (57,4 km, 21 stazioni)

## Materiale rotabile

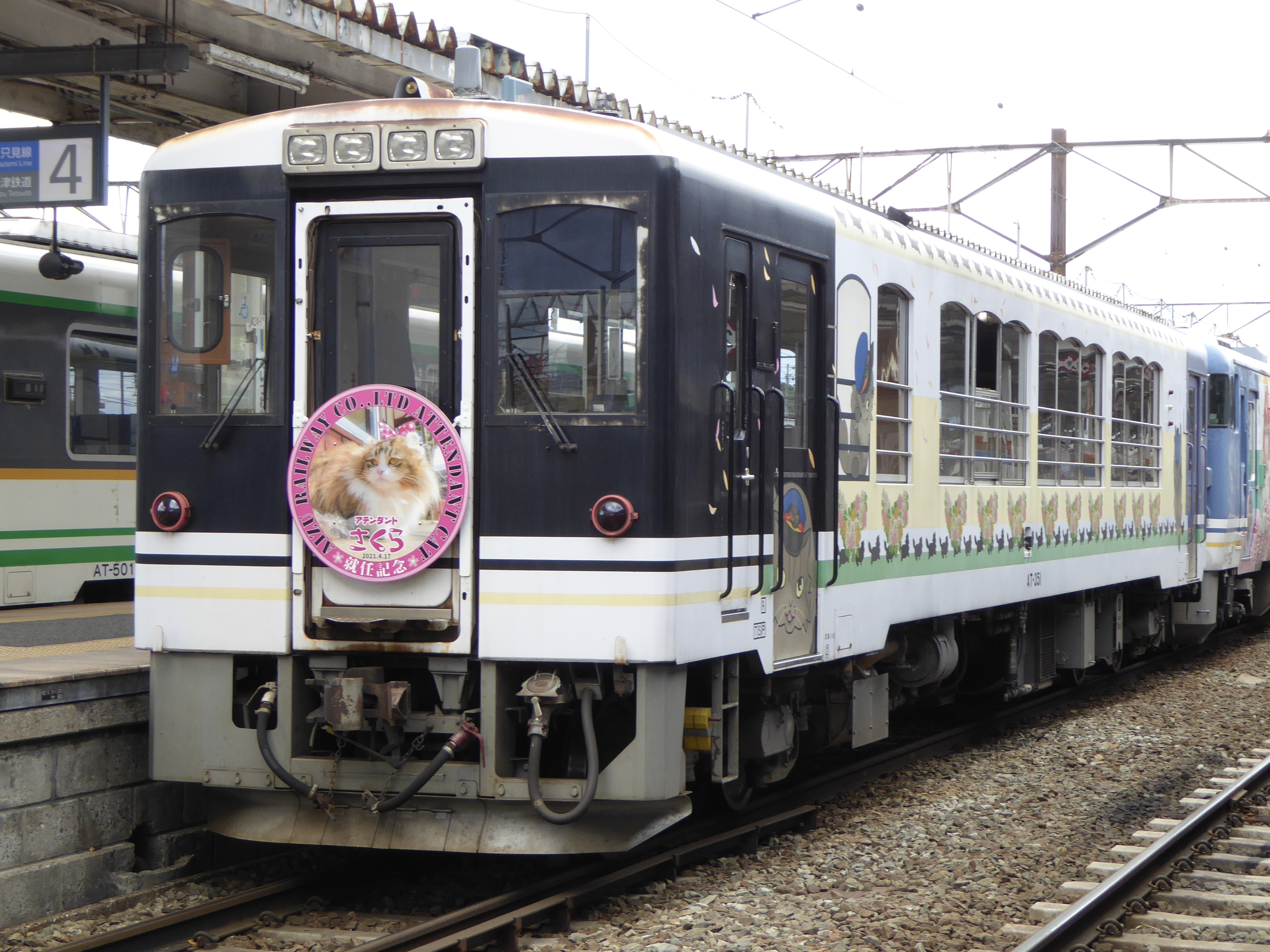
AT-350
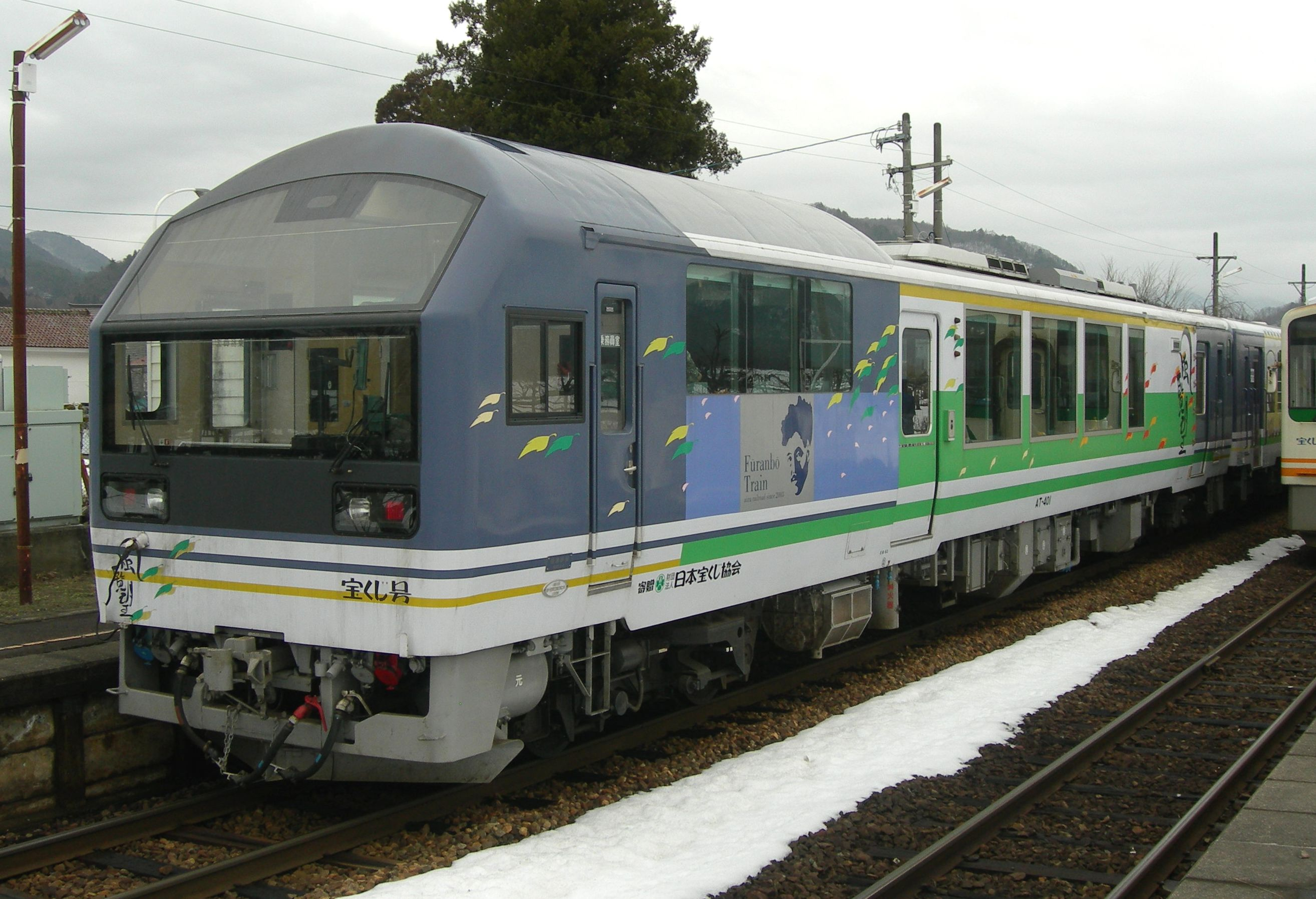
AT-400
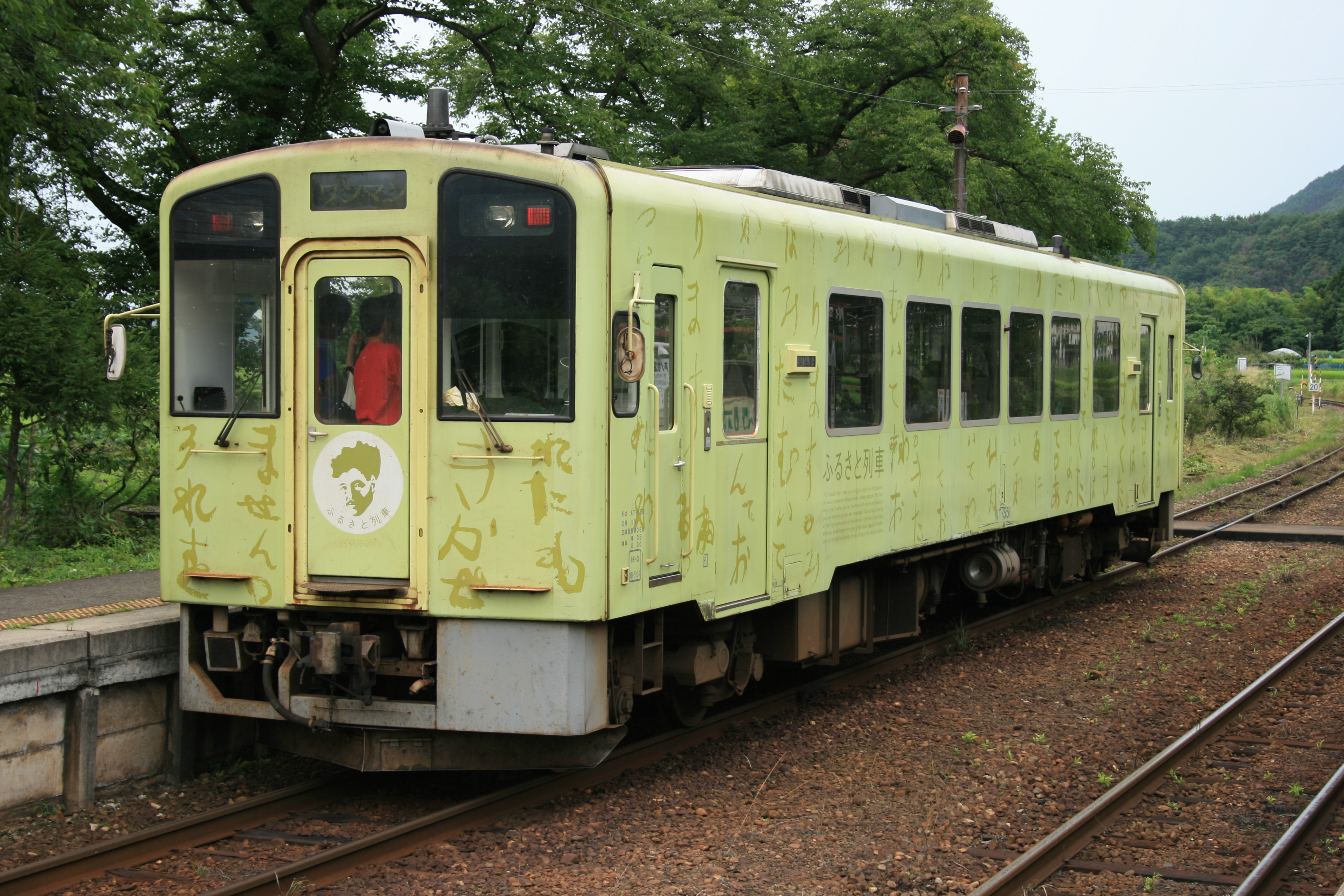
AT-500
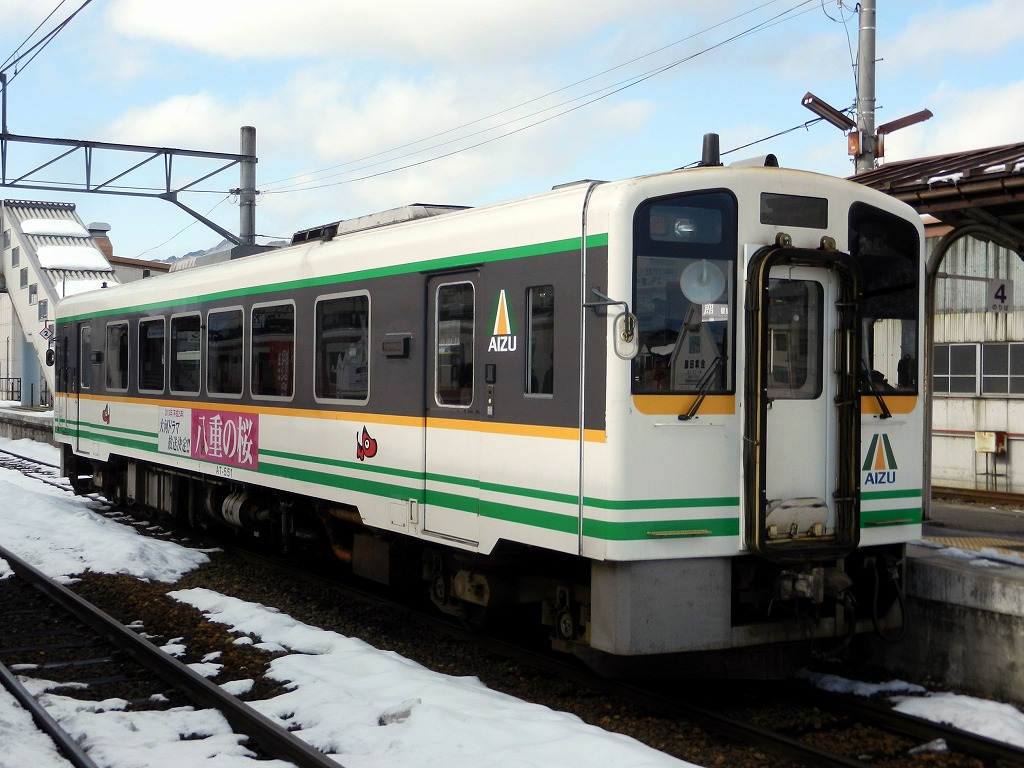
AT-550
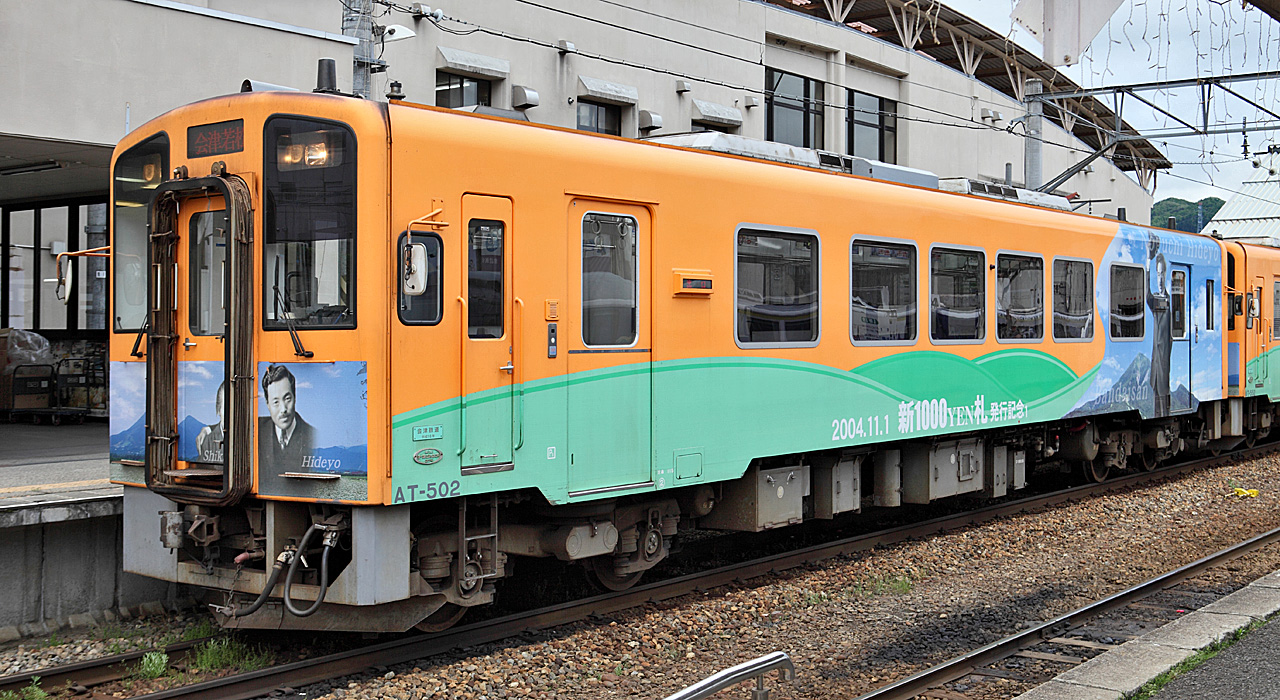
AT-500
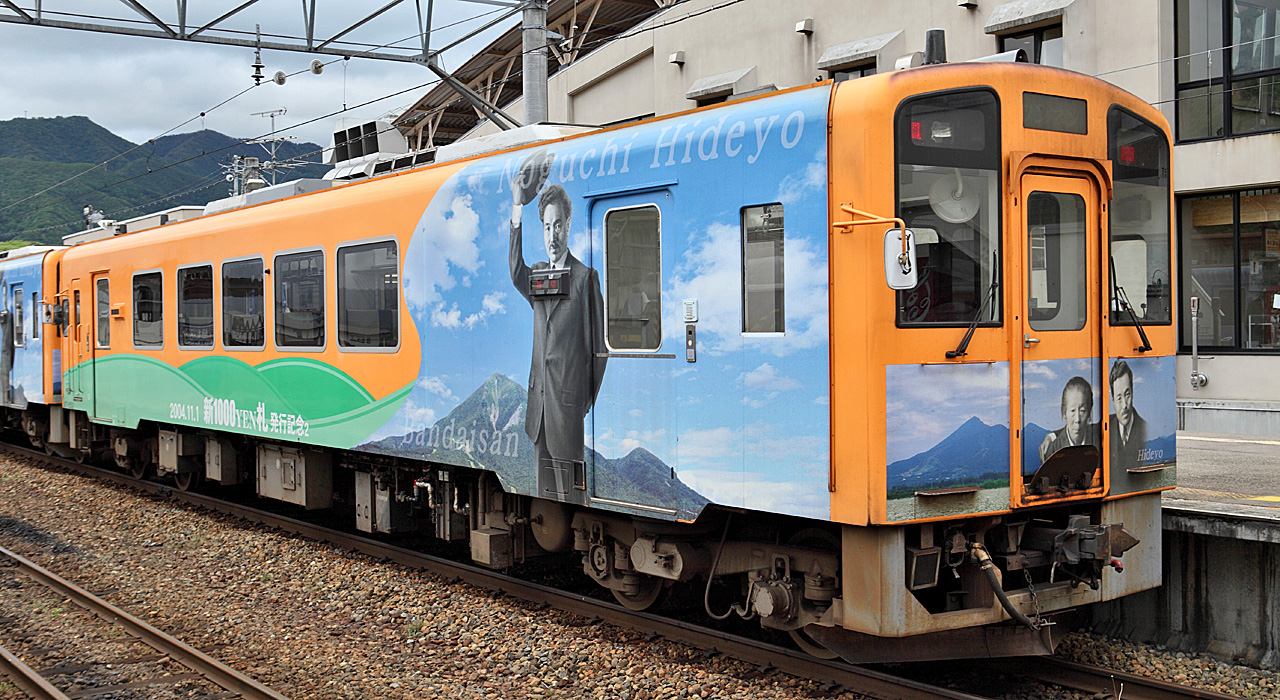
AT-550
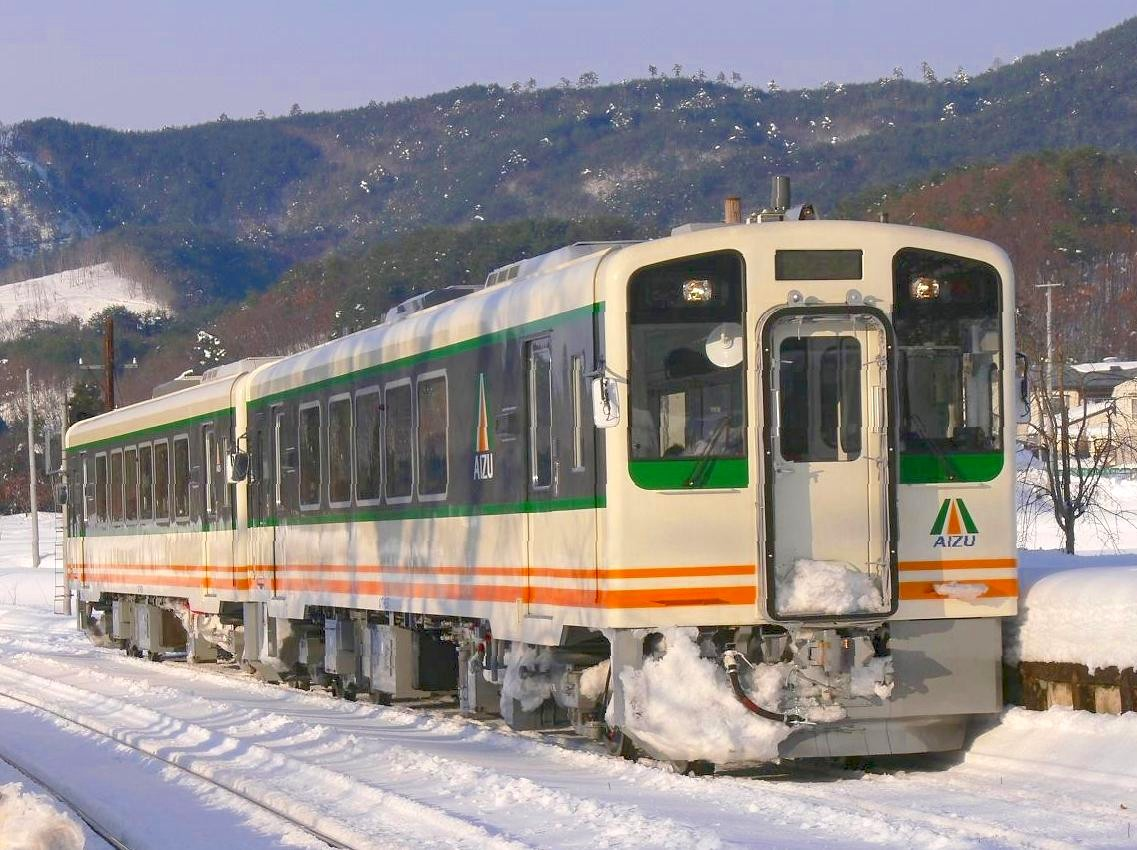
AT-650+AT-600
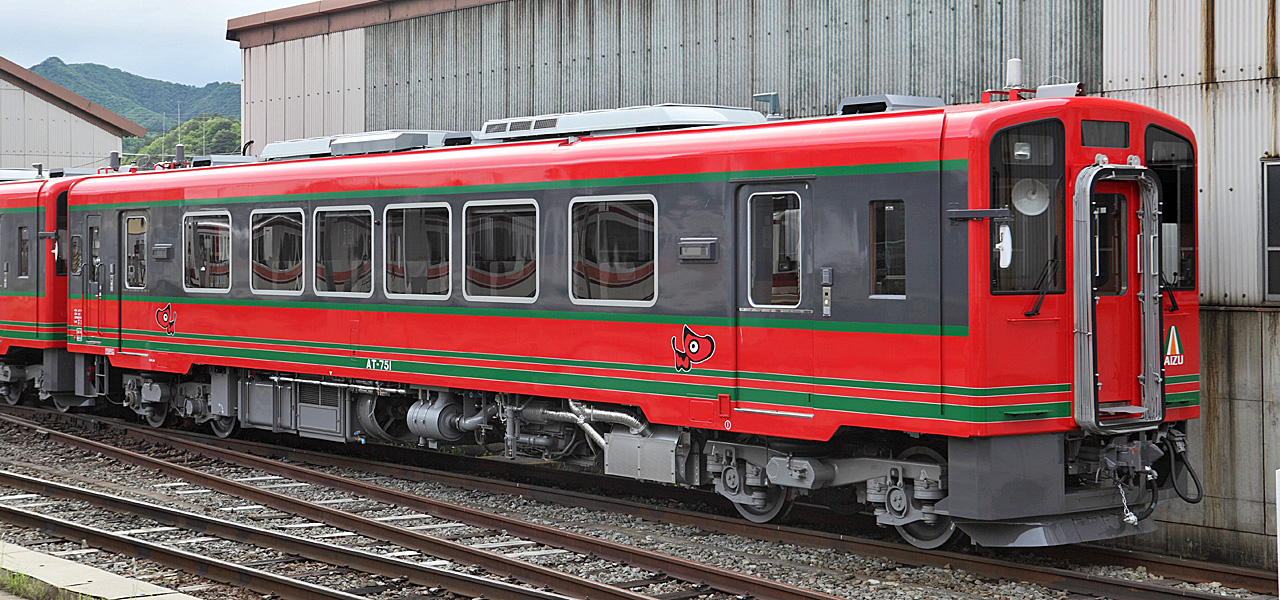
AT-750